# Kārsava
Kārsava ( výslovnost) je město v Lotyšsku a správní centrum stejnojmenného kraje. V roce 2010 zde žilo 2420 obyvatel.